# Gruver, Iowa
Gruver là một thành phố thuộc quận Emmet, tiểu bang Iowa, Hoa Kỳ. Năm 2010, dân số của thành phố này là 94 người.

## Dân số
Dân số qua các năm:
- Năm 2000: 106 người.
- Năm 2010: 94 người.